# Josef Špaček (1962)
Josef Špaček (* 1962 Třebíč) je český violoncellista. Je otcem houslisty Josefa Špačka a violoncellisty Petra Špačka.
V roce 1992 vystudoval hru na violoncello na Hudební fakultě Janáčkovy akademie múzických umění v Brně, byl žákem Bedřicha Havlíka. Na profesionální scéně debutoval v roce 1986 jako jeden ze členů smyčcového kvarteta pod vedením Pavla Vallingera, které na konci osmdesátých let 20. století posbíralo mnoho ocenění (zejména zvláštní cenu na Mezinárodní soutěži smyčcových kvartet v Evianu v roce 1989).
Od roku 1990 hraje v České filharmonii, od roku 1997 jako asistent koncertního violoncella. V současnosti s ním ve filharmonii spolu s ním hrají i jeho dva synové. Spolu s nejstarším synem Josefem se účastní diskuzí o hudbě s mladými posluchači.
Kromě kariéry ve filharmonii nadále působí v sextetu české filharmonie. Od roku 2004 je členem smyčcového kvartetu Norbert, také jako součást komorního souboru Pro Arte Antiqua hraje barokní hudbu.